# Stade Dwight-Yorke
Le Dwight Yorke Stadium est un stade de football situé à Bacolet, à Trinité-et-Tobago. Il porte ce nom en l'honneur du célèbre footballeur trinidadien, Dwight Yorke, ancien joueur de Manchester United. Le stade a une capacité de 7 500 places. C'est le stade du club de football de Tobago United, club de première division trinidadienne.
Construit pour l'occasion, il a accueilli 8 matchs sur 32 de la Coupe du monde de football des moins de 17 ans 2001.